# Edith Kürten
Edith Kürten ist eine deutsche Juristin. Vom 1. Juli 2019 bis 14. Juli 2022 war sie Präsidentin des Bundesamtes für Familie und zivilgesellschaftliche Aufgaben (BAFzA) in Köln.

## Leben
Kürten legte 1976 ihr Abitur am Landrat-Lucas-Gymnasium in Leverkusen ab und begann im selben Jahr ein Studium der Rechtswissenschaften an der Rheinischen Friedrich-Wilhelms-Universität Bonn und der Universität Freiburg i. Br. 1982 legte sie die Erste juristische Prüfung ab und nach einem Rechtsreferendariat beim Landgericht Aachen 1988 die Zweite Staatsprüfung.
Kürten trat 1988 in das damalige Bundesamt für Zivildienst ein und war dort bis 1991 Referentin im Durchführungsreferat für den Zivildienst. Anschließend war sie bis 1999 Referentin im Grundsatzreferat für den Zivildienst und im Jahr 2000 Referentin im Organisationsreferat. Im selben Jahr wechselte sie als Referatsleiterin zum Personalreferat, bevor sie 2011 Vizepräsidentin der zum 3. Mai 2011 in Bundesamt für Familie und zivilgesellschaftliche Aufgaben umbenannten Behörde wurde. Zum 1. Juli 2019 wurde Kürten zur Präsidentin des Bundesamtes für Familie und zivilgesellschaftliche Aufgaben ernannt, als ihre Vorgängerin Helga Roesgen, die die Behörde seit dem 1. Oktober 2006 als erste Frau geleitet hatte, in den Ruhestand trat.
Zum 15. Juli 2022 folgte ihr Martina Hannak nach.